# Dolichosybra strandi
Dolichosybra strandi là một loài bọ cánh cứng trong họ Cerambycidae.